# 강원특별자치도의 초등학교 목록
다음은 강원특별자치도의 초등학교 목록이다.

## 가
가산초등학교 · 
가평초등학교 · 
간성초등학교 · 
갈래초등학교 · 
갑천초등학교 금성분교 · 
갑천초등학교 · 
강동초등학교 · 
강릉초등학교 · 
강림초등학교 부곡분교 · 
강림초등학교 · 
강포초등학교 · 
강현초등학교 · 
거문초등학교 · 
거성초등학교 · 
거진초등학교 송정분교 · 
거진초등학교 · 
경포대초등학교 · 
경포초등학교 · 
계촌초등학교 대미분교 · 
계촌초등학교 · 
고산초등학교 · 
고한초등학교 · 
공근초등학교 광덕분교 · 
공근초등학교 · 
공현진초등학교 · 
관설초등학교 · 
광덕초등학교 · 
광산초등학교 흘리분교 · 
광산초등학교 · 
광정초등학교 · 
광판초등학교 · 
교동초등학교 · 
교동초등학교 · 
교동초등학교 · 
교동초등학교 · 
교학초등학교 · 
구곡초등학교 · 
구래초등학교 · 
구송초등학교 · 
구정초등학교 · 
귀둔초등학교 · 
귀래초등학교 귀운분교 · 
귀래초등학교 · 
근남초등학교 · 
근덕초등학교 궁촌분교 · 
근덕초등학교 노곡분교 · 
근덕초등학교 동막분교 · 
근덕초등학교 마읍분교 · 
근덕초등학교 · 
근화초등학교 · 
금광초등학교 · 
금대초등학교 · 
금병초등학교 · 
금산초등학교 · 
금진초등학교 · 
기린초등학교 방동분교 · 
기린초등학교 진동분교 · 
기린초등학교 · 
김화초등학교

## 나
남강초등학교 · 
남부초등학교 · 
남산초등학교 (강릉시) · 
남산초등학교 (춘천시) · 
남산초등학교 (홍천군) · 
남산초등학교 서천분교 · 
남선초등학교 · 
남선초등학교 남창분교 · 
남애초등학교 · 
남원주초등학교 · 
남춘천초등학교 · 
남평초등학교 · 
남호초등학교 · 
내대초등학교 · 
내성초등학교 · 
내촌초등학교 · 
노암초등학교 · 
노천초등학교 · 
녹전초등학교

## 다
다목초등학교 · 
단계초등학교 · 
단관초등학교 · 
단구초등학교 · 
당림초등학교 · 
대곡초등학교 · 
대곡초등학교 · 
대포초등학교 · 
대화초등학교 · 
도계초등학교 · 
도성초등학교 · 
도암초등학교 · 
도창초등학교 · 
도촌초등학교 · 
도학초등학교 · 
동광초등학교 · 
동내초등학교 · 
동명초등학교 · 
동부초등학교 · 
동송초등학교 · 
동점초등학교 · 
동창초등학교 · 
동춘천초등학교 · 
동해삼육초등학교 · 
동해중앙초등학교 · 
동해초등학교 · 
동호초등학교 · 
동화초등학교 · 
두촌초등학교 · 
둔내초등학교 덕성분교 · 
둔내초등학교 · 
둔둔초등학교

## 마
마차초등학교 공기분교 · 
마차초등학교 문곡분교 · 
마차초등학교 연덕분교 · 
마차초등학교 · 
만대초등학교 · 
만종초등학교 · 
만천초등학교 · 
망상초등학교 · 
매산초등학교 · 
매지초등학교 · 
맹방초등학교 · 
면온초등학교 · 
명덕초등학교 · 
명륜초등학교 · 
명주초등학교 · 
명파초등학교 · 
모곡초등학교 강야분교 · 
모곡초등학교 · 
모산초등학교 · 
묘장초등학교 · 
무릉초등학교 · 
무실초등학교 · 
묵호초등학교 · 
문막초등학교 취병분교 · 
문막초등학교 · 
문혜초등학교 · 
미동초등학교 · 
미로초등학교 · 
미탄초등학교

## 바
반계초등학교 · 
반곡초등학교 (원주시) · 
반곡초등학교 (홍천군) · 
방림초등학교 · 
방산초등학교 · 
백전초등학교 · 
벽탄초등학교 · 
봄내초등학교 · 
봉대초등학교 · 
봉래초등학교 · 
봉래초등학교 거운분교 · 
봉래초등학교 문산분교 · 
봉양초등학교 · 
봉오초등학교 · 
봉의초등학교 · 
봉평초등학교 · 
부론초등학교 · 
부안초등학교 · 
부평초등학교 · 
부평초등학교 신월분교 · 
북삼초등학교 · 
북원초등학교 · 
북평초등학교 (동해시) · 
북평초등학교 (정선군) · 
비두초등학교 · 
비봉초등학교

## 사
사내초등학교 · 
사북초등학교 · 
사음초등학교 · 
사천초등학교 · 
산양초등학교 · 
산현초등학교 · 
삼생초등학교 · 
삼성초등학교 · 
삼척남초등학교 · 
삼척중앙초등학교 · 
삼척초등학교 · 
삼포초등학교 · 
삼화초등학교 · 
상남초등학교 · 
상승초등학교 노동분교 · 
상승초등학교 · 
상장초등학교 · 
상천초등학교 · 
상평초등학교 공수전분교 · 
상평초등학교 현서분교 · 
상평초등학교 · 
서곡초등학교 · 
서면초등학교 · 
서부초등학교 · 
서상초등학교 · 
서석초등학교 청량분교 · 
서석초등학교 항곡분교 · 
서석초등학교 · 
서성초등학교 · 
서원주초등학교 · 
서원초등학교 · 
서화초등학교 · 
석사초등학교 · 
석화초등학교 · 
설악초등학교 · 
성남초등학교 · 
성덕초등학교 · 
성림초등학교 · 
성북초등학교 · 
성산초등학교 · 
성원초등학교 · 
소달초등학교 · 
소야초등학교 · 
소양초등학교 · 
소초초등학교 · 
속사초등학교 · 
속초초등학교 (속초시) · 
속초초등학교 (홍천군) · 
속초초등학교 월운분교 · 
속초초등학교 좌운분교 · 
손양초등학교 · 
송양초등학교 · 
송정초등학교 · 
송포초등학교 · 
송화초등학교 · 
수백초등학교 · 
숲실초등학교 · 
신남초등학교 · 
신동초등학교 (삼척시) · 
신동초등학교 (춘천시) · 
신리초등학교 · 
신림초등학교 · 
신영초등학교 · 
신왕초등학교 · 
신천초등학교 · 
신철원초등학교 · 
신평초등학교 · 
실내초등학교 · 
쌍룡초등학교 · 
쌍룡초등학교 토교분교

## 아
아야진초등학교 · 
안미초등학교 · 
안흥초등학교 · 
안흥초등학교 덕천분교 · 
약수초등학교 · 
양구초등학교 · 
양양초등학교 · 
어론초등학교 · 
여량초등학교 구절분교 · 
여량초등학교 · 
연곡초등학교 · 
연당초등학교 · 
영동초등학교 · 
영랑초등학교 · 
영월초등학교 연상분교 · 
영월초등학교 연하분교 · 
영월초등학교 · 
예미초등학교 고성분교 · 
예미초등학교 운치분교 · 
예미초등학교 · 
오덕초등학교 · 
오동초등학교 · 
오색초등학교 · 
오안초등학교 · 
오음초등학교 · 
오저초등학교 풍곡분교 · 
오저초등학교 · 
오호초등학교 · 
옥계초등학교 · 
옥계초등학교 남양분교 · 
옥동초등학교 · 
옥천초등학교 · 
옥천초등학교 운산분교 · 
온정초등학교 · 
와수초등학교 · 
왕산초등학교 · 
용대초등학교 · 
용암초등학교 · 
용정초등학교 · 
용하초등학교 · 
우산초등학교 · 
우석초등학교 · 
우천초등학교 · 
운양초등학교 · 
원당초등학교 (양구군) · 
원당초등학교 (홍천군) · 
원주삼육초등학교 · 
원주초등학교 · 
원천초등학교 · 
원통초등학교 신덕분교 · 
원통초등학교 · 
월학초등학교 · 
유촌초등학교 · 
유현초등학교 · 
율곡초등학교 · 
율전초등학교 · 
율전초등학교 방내분교 · 
인구초등학교 임호분교 · 
인구초등학교 · 
인제남초등학교 · 
인제초등학교 가리산분교 · 
인제초등학교 · 
인흥초등학교 · 
일산초등학교 · 
임계초등학교 군대분교 · 
임계초등학교 · 
임당초등학교 · 
임당초등학교 팔랑분교 · 
임원초등학교

## 자
장성초등학교 · 
장양초등학교 · 
장원초등학교 · 
장평초등학교 · 
장호초등학교 · 
장흥초등학교 · 
정금초등학교 · 
정동초등학교 · 
정라초등학교 · 
정선초등학교 가수분교 · 
정선초등학교 · 
조산초등학교 · 
조양초등학교 (속초시) · 
조양초등학교 (춘천시) · 
주문초등학교 삼덕분교 · 
주문초등학교 · 
주봉초등학교 · 
주봉초등학교 와동분교 · 
주영초등학교 · 
주진초등학교 · 
주천초등학교 · 
죽리초등학교 · 
죽왕초등학교 · 
중앙초등학교 (강릉시) · 
중앙초등학교 (속초시) · 
중앙초등학교 (원주시) · 
중앙초등학교 (춘천시) · 
증산초등학교 · 
지정초등학교 · 
지촌초등학교 지암분교 · 
지촌초등학교 · 
진부초등학교 월정분교 · 
진부초등학교 · 
진주초등학교

## 차
창림초등학교 · 
창촌초등학교 · 
창호초등학교 · 
천곡초등학교 · 
천전초등학교 · 
천진초등학교 · 
철암초등학교 · 
철원초등학교 · 
철정초등학교 · 
청대초등학교 · 
청령초등학교 · 
청봉초등학교 · 
청양초등학교 · 
청운초등학교 · 
청일초등학교 신대분교 · 
청일초등학교 · 
청호초등학교 · 
초당초등학교 · 
추곡초등학교 · 
춘당초등학교 · 
춘천교육대학교부설초등학교 · 
춘천삼육초등학교 · 
춘천초등학교 · 
치악초등학교

## 타
태백초등학교 · 
태봉초등학교 · 
태서초등학교 · 
태장초등학교 · 
토성초등학교 · 
통리초등학교

## 파
평원초등학교 · 
평창초등학교 · 
포남초등학교 · 
풍산초등학교

## 하
하남초등학교 · 
하장초등학교 갈전분교 · 
하장초등학교 역둔분교 · 
하장초등학교 · 
학성초등학교 · 
한계초등학교 · 
한남초등학교 · 
한서초등학교 · 
한솔초등학교 · 
한전초등학교 · 
함백초등학교 · 
함태초등학교 · 
해안초등학교 · 
현북초등학교 · 
현성초등학교 · 
협신초등학교 · 
호명초등학교 · 
호반초등학교 · 
호산초등학교 · 
호저초등학교 · 
홍천초등학교 · 
화계초등학교 노일분교 · 
화계초등학교 대룡분교 · 
화계초등학교 성동분교 · 
화계초등학교 · 
화동초등학교 · 
화전초등학교 · 
화천초등학교 논미분교 · 
화천초등학교 · 
화촌초등학교 · 
황둔초등학교 · 
황지중앙초등학교 · 
황지초등학교 · 
회룡초등학교 · 
횡계초등학교 · 
횡성초등학교 당평분교 · 
횡성초등학교 · 
효제초등학교 · 
후평초등학교 · 
흥양초등학교 · 
흥업초등학교 · 
흥전초등학교